# Liderii Axei din cel de-al Doilea Război Mondial
Conducătorii forțelor Axei au fost persoanele aflate la cârma unui stat ce a format Axa în Al Doilea Război Mondial. Axa a fost stabilită în 1936.

## Conducători europeni
| Conducător                  | Țară     | Nume în limba sa | Perioadă    | Fotografie |
| --------------------------- | -------- | ---------------- | ----------- | ---------- |
| Adolf Hitler                | Germania | Führer           | 1933 - 1945 |            |
| Boris III                   | Bulgaria | Car              | 1918 - 1943 |            |
| Kiril                       | Bulgaria | Pechat           | 1943 - 1945 |            |
| Ion Antonescu               | România  | Mareșal          | 1940 - 1944 |            |
| Philippe Petain             | Franța   | Maréchal         | 1940 - 1944 |            |
| Benito Mussolini            | Italia   | Duce             | 1922 - 1945 |            |
| Iosef Tiso                  | Slovacia | Leader           | 1939 - 1945 |            |
| Miklos Horthy               | Ungaria  | Kormányzó        | 1920 - 1944 |            |
| Carl Gustaf Emil Mannerheim | Finlanda | Johtaja          | 1939 - 1946 |            |
| Ante Pavelić                | Croația  | Poglavnik        | 1941 - 1945 |            |

## Conducători asiatici
| Conducător            | Țară     | Nume în limba sa | Perioadă    | Fotografie |
| --------------------- | -------- | ---------------- | ----------- | ---------- |
| Hirohito              | Japonia  |                  | 1926 - 1989 |            |
| Plaek Phibunsongkhram | Tailanda |                  | 1938 - 1944 |            |